# Константин Пархон
Константин Пархон (рум. Constantin Ion Parhon, *15 жовтня 1874, Кимпулунг — †9 серпня 1969 Бухарест) — румунський вчений, медик-ендокринолог і політичний діяч, правитель Румунії з 1948 по 1952.

## Біографія
Народився 15 жовтня 1874 в місті Кимпулунг в сім'ї шкільного вчителя. Закінчив ліцей у Плоєшті і Університет Бухареста в 1898, де отримав ступінь доктора медицини.
Був завідувачем кафедри неврології і психіатрії Ясського університету з 1912 по 1933. З 1934 — завідувач кафедри ендокринології медичного факультету Університету Бухареста.
Соціаліст за поглядами, вів активну громадську діяльність, зокрема, виступив на захист учасників Татарбунарського повстання. Після зречення останнього короля Міхая I з 30 грудня 1947 по 13 квітня 1948 — член Тимчасової Президії Румунії, обраного після зречення короля, а з 13 квітня 1948 по 12 червня 1952 — Голова Президії Великих національних зборів Румунії. Пізніше знову присвятив себе науковій діяльності.
Член Румунської Академії.
Помер 9 серпня 1969 в Бухаресті. Був похований в Парку Свободи в Бухаресті, після революції 1989 був перепохований на іншому кладовищі.

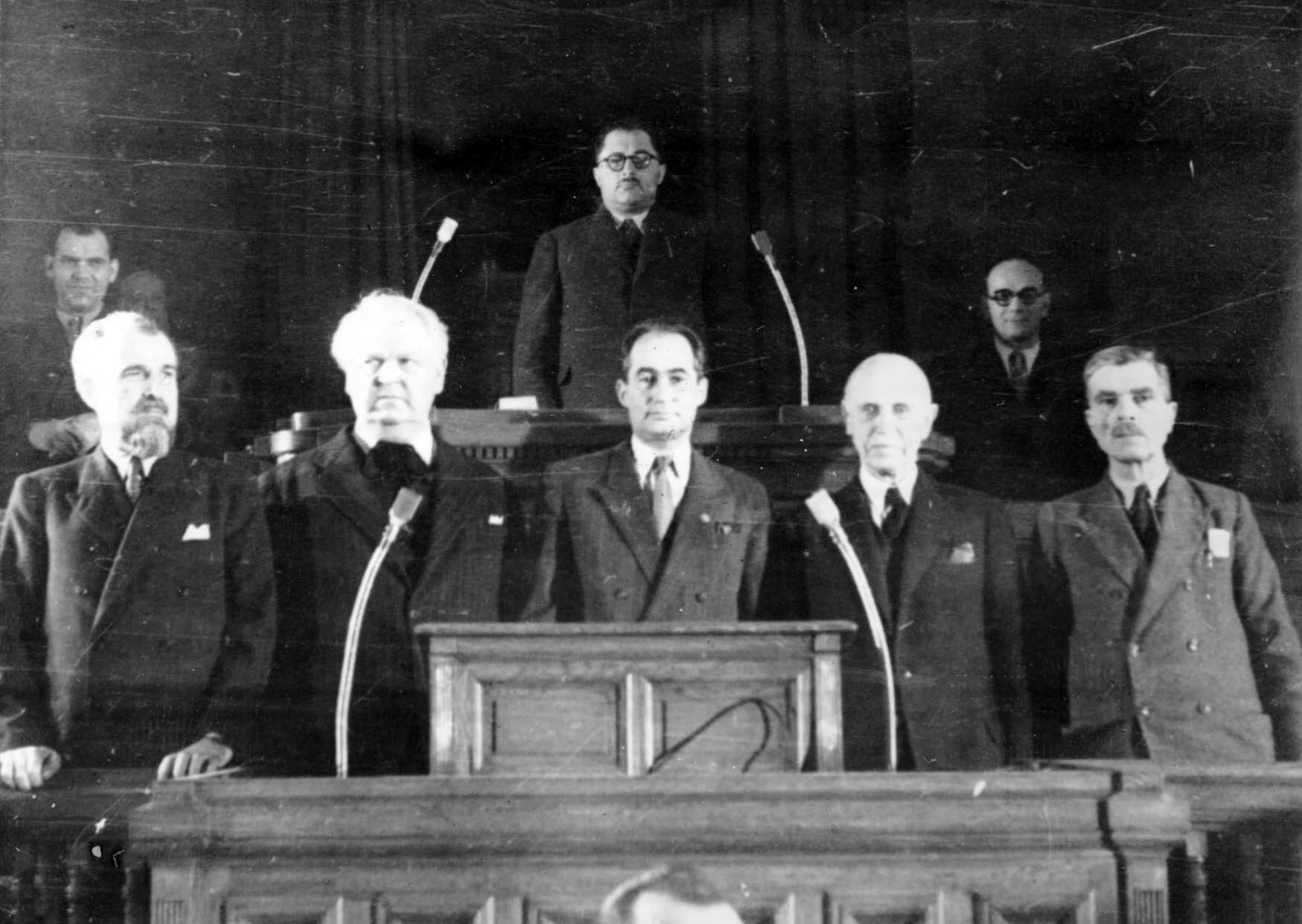
Пархон (другий праворуч) в складі Тимчасової Президії Румунії